# Giả thuyết abc
Giả thuyết ABC là một giả thuyết toán học, được phát biểu ban đầu năm 1985 bởi Joseph Oesterlé và được tổng quát hóa sau đó bởi David Masser. Giả định này có thể liên quan đến việc nghiên cứu về các phương trình Diophantine chẳng hạn như là về số nghiệm hữu hạn của định lý Fermat lớn, một định lý nổi tiếng của Pierre de Fermat.

## Phát biểu
Để hiểu giả thuyết này trước tiên chúng ta cùng tìm hiểu về một khái niệm gọi là cội của một số nguyên (dịch từ radical of an integer - phân biệt với căn số học và căn nguyên thủy của modulo)
Trong lý thuyết số, cội của một số nguyên dương n được định nghĩa là tích của các số nguyên tố trong phân tích thừa số nguyên tố của n với điều kiện mỗi số nguyên tố trong phân tích ra thừa số nguyên tố của n chỉ xuất hiện duy nhất một lần trong tích này, ký hiệu là rad(n).
{\displaystyle \displaystyle \mathrm {rad} (n)=\prod _{\scriptstyle p\mid n \atop p{\text{ prime}}}p}
Giải thích khái niệm trên như sau, theo định lý cơ bản của số học mọi số tự nhiên lớn hơn 1 có thể viết một cách duy nhất (không kể sự sai khác về thứ tự các thừa số) thành tích các thừa số nguyên tố.
Mọi số tự nhiên n lớn hơn 1, có thể viết duy nhất dưới dạng:
{\displaystyle n={p_{1}}^{\alpha _{1}}{p_{2}}^{\alpha _{2}}{\dots }{p_{k}}^{\alpha _{k}}}
trong đó {\displaystyle {p_{1}},{p_{2}},{\dots },{p_{k}}} là các số nguyên tố và {\displaystyle \alpha _{1},\alpha _{2},\dots ,\alpha _{k}} là các số tự nhiên dương. Tuy nhiên do tính giao hoán của phép nhân các số tự nhiên, tính duy nhất bỏ qua các sai khác về thứ tự các thừa số. 
Vế phải của đẳng thức này được gọi là dạng phân tích tiêu chuẩn của n.
Như vậy:{\displaystyle rad(n)=p_{1}p_{2}...p_{k}}
Ví dụ:
{\displaystyle 6936=2^{3}.3.17^{2},\,\!}
thì: {\displaystyle rad(6936)=rad(2^{3}.3.17^{2})=rad(2.3.17)=2.3.17,\,\!}
{\displaystyle 1200=2^{4}\times 3\times 5^{2}\,\!}
thì: {\displaystyle rad(1200)=rad(2^{4}.3.5^{2})=rad(2.3.5)=2.3.5\,\!}
Giả thuyết ABC. cho ε là một số thực dương tùy ý, khi đó tồn tại một số hữu hạn ba số (a, b, c) nguyên dương nguyên tố đôi một cùng nhau mà a + b = c, sao cho:
{\displaystyle c>\operatorname {rad} (abc)^{1+\varepsilon }.}
Phát biểu trên tương đương với phát biểu sau đây
Giả thuyết ABC II. Với ε là số thực dương tùy ý, tồn tại hằng số Kε sao cho với tất cả các bộ ba số nguyên dương nguyên tố đôi một cùng nhau (a, b, c), với a + b = c:
{\displaystyle c<K_{\varepsilon }\cdot \operatorname {rad} (abc)^{1+\varepsilon }.}
Một phát biểu thứ ba tương đương như sau, ta gọi đặc tính q(a, b, c) của ba số (a, b, c), định nghĩa bằng biểu thức
{\displaystyle q(a,b,c)={\frac {\log(c)}{\log(\operatorname {rad} (abc))}}.}
Ví dụ,
q(4, 127, 131) = log(131) / log(rad(4·127·131)) = log(131) / log(2·127·131) = 0.46820...
q(3, 125, 128) = log(128) / log(rad(3·125·128)) = log(128) / log(30) = 1.426565...
Giả thuyết ABC III. cho ε là một số thực dương tùy ý, tồn tại một số lượng hữu hạn (a, b, c) nguyên dương nguyên tố đôi một cùng nhau với a + b = c sao cho đặc tính của bộ ba q(a, b, c) > 1 + ε.

## Các hệ quả của giả thuyết ABC
Định lí lớn Fermat đã được chứng minh bởi các nhà khoa học là 1 hệ quả của giả thuyết ABC

## Một số tính toán máy tính
| qc       | q > 1      | q > 1.05  | q > 1.1 | q > 1.2 | q > 1.3 | q > 1.4 |
| -------- | ---------- | --------- | ------- | ------- | ------- | ------- |
| c < 102  | 6          | 4         | 4       | 2       | 0       | 0       |
| c < 103  | 31         | 17        | 14      | 8       | 3       | 1       |
| c < 104  | 120        | 74        | 50      | 22      | 8       | 3       |
| c < 105  | 418        | 240       | 152     | 51      | 13      | 6       |
| c < 106  | 1,268      | 667       | 379     | 102     | 29      | 11      |
| c < 107  | 3,499      | 1,669     | 856     | 210     | 60      | 17      |
| c < 108  | 8,987      | 3,869     | 1,801   | 384     | 98      | 25      |
| c < 109  | 22,316     | 8,742     | 3,693   | 706     | 144     | 34      |
| c < 1010 | 51,677     | 18,233    | 7,035   | 1,159   | 218     | 51      |
| c < 1011 | 116,978    | 37,612    | 13,266  | 1,947   | 327     | 64      |
| c < 1012 | 252,856    | 73,714    | 23,773  | 3,028   | 455     | 74      |
| c < 1013 | 528,275    | 139,762   | 41,438  | 4,519   | 599     | 84      |
| c < 1014 | 1,075,319  | 258,168   | 70,047  | 6,665   | 769     | 98      |
| c < 1015 | 2,131,671  | 463,446   | 115,041 | 9,497   | 998     | 112     |
| c < 1016 | 4,119,410  | 812,499   | 184,727 | 13,118  | 1,232   | 126     |
| c < 1017 | 7,801,334  | 1,396,909 | 290,965 | 17,890  | 1,530   | 143     |
| c < 1018 | 14,482,065 | 2,352,105 | 449,194 | 24,013  | 1,843   | 160     |

Cho đến năm 2014, ABC@Home đã tìm thấy 23.8 triệu bộ ba.
| Thứ tự | q      | a       | b         | c         | Phát hiện bởi                                         |
| ------ | ------ | ------- | --------- | --------- | ----------------------------------------------------- |
| 1      | 1.6299 | 2       | 310·109   | 235       | Eric Reyssat                                          |
| 2      | 1.6260 | 112     | 32·56·73  | 221·23    | Benne de Weger                                        |
| 3      | 1.6235 | 19·1307 | 7·292·318 | 28·322·54 | Jerzy Browkin, Juliusz Brzezinski                     |
| 4      | 1.5808 | 283     | 511·132   | 28·38·173 | Jerzy Browkin, Juliusz Brzezinski, Abderrahmane Nitaj |
| 5      | 1.5679 | 1       | 2·37      | 54·7      | Benne de Weger                                        |

Chú ý:  đặc tính q(a, b, c) của bộ ba (a, b, c) được định nghĩa như trên phần giả thuyết abc III